# فیلیپ فن بوزلاگر
فیلیپ فن بوزلاگر، افسر آلمانیای بود که بیشتر به خاطر نقشی که به عنوان تهیه کنندهٔ بمب طرح ترور هیتلر داشت، از او یاد می‌شود. او آخرین نفر بازمانده از گروه افسران ارتش آلمان نازی بود که در ترور نافرجام هیتلر شرکت داشت که سرانجام در ۲ مه ۲۰۰۸ در سن ۹۰ سالگی در شهر آلتنار در نزدیکی بن درگذشت.
این افسر اگرچه تهیه کنندهٔ بمبی بود که در نقشه ترور هیتلر از آن بهره گرفته شد و به کشته شدن چند تن از مقامها و زخمی شدن هیتلر انجامید، اما از آنجا که دیگر همدستان و دست اندرکاران ترور زیر شکنجه ضمن بازداشت حاضر به افشای نام تهیه کنندهٔ بمب نشدند، وی توانست تا پایان جنگ بدون خطر دستگیری و فشار از سوی دستگاه نازی زندگی کند.
او پس از جنگ در بسیاری از مدرسه‌ها و نشست‌ها به سخنرانی و بیان جنایتهای دوران نازی و شرح دانسته‌های خویش از آن روزگار می‌پرداخت. وی به سبب نقشی که در طرح ترور هیتلر و نیز به خاطر عقاید ضّد نازی هاش مورد احترام و ستوده آلمان پس از جنگ شد.